# 小高句丽
小高句丽是日本学者日野開三郎在其著述《小高句麗国の研究》中描述的高句丽灭亡后，高句丽王族后代在辽东和朝鲜半岛大同江以北建立的复兴政权。但是由于史料较少，而日野開三郎的猜测成分太大，所以不被学术界所公认。

## 考证
根据《册府元龟》的这句话：
十三年四月，高丽国进乐器及乐工两部
推断迟至元和十三年（818年），小高句丽已经建国，小高句丽是在唐朝的安东都督府的基础上建立的。根据《新唐书·地理志》和唐朝贞元年间宰相贾耽的《道里记》，在8世纪90年代，仍然存在安东都护府驻于辽东，所以小高句丽建国应在9世纪初。
关于小高句丽何时灭亡以及渤海国何时进入辽东，根据唐太和八年（834年）幽州判官张建章访问渤海国上京龙泉府后所著的《渤海国记》，当时渤海国尚未进入辽东。而根据《续日本後纪·卷十一》“日域東遙，遼陽西阻。兩邦相去，萬里有餘”，渤海国在仁明天皇承和九年（842年）已经进入辽东。综上所述，大约在834年—842年，渤海国大彝震执政期间，小高句丽被渤海国吞并。

## 关于高德武
699年，武周册封高句丽宝藏王的三儿子,武则天侄儿建安王武攸宜的外甥高德武为安东都督。
部分历史学家称高德武在安史之乱后，建立了小高句丽，由于安史之乱和渤海国给唐的压力，唐在原高句丽故地危机重重。在此背景下，高德武宣布反唐废除安东都督府创建小高句丽。小高句丽与渤海国保持着很好的关系。大约在820年，渤海国大仁秀执政期间，小高句丽被渤海国吸收。
这种说法是值得怀疑的，因为“明年，以藏子德武为安东都督，后稍自国。至元和末，遣使者献乐工云”这句话并不能证明自国的是高德武，和高德武从699年—755年都是安东都督。《册府元龟·外臣部·封册二》记载了高定傅（713年）和高文简（715年）担任安东都督的事实，所以高德武并不是所谓小高句丽的建立者。

## 争议
一些历史学者认为不存在小高句丽。因为《新唐书》的这句话：
明年，以藏子德武为安东都督，后稍自国。至元和末，遣使者献乐工云。
属孤证（《三国史记》只是照抄此句，两书特别是《三国史记》没有再提及高德武。。再没有其他史料证明所谓小高句丽的存在）。在《新唐书》的作者宋祁、欧阳修看来所谓“后稍自国”，就是王氏高丽取代的高丽，即弓裔建立的泰封国——通称后高句丽。金毓黻的《东北通史》认为“元和末，遣使者献乐工”的高丽，应该是渤海国，误抄《册府元龟》之故。
一些历史学者认为渤海国终其始末，也没有控制以辽阳为中心的辽东半岛。然而，一些历史学者还认为渤海国早在715年安东都督高文简西迁辽西之时，就控制了辽东半岛。